# Собко, Игорь Васильевич
Игорь Васильевич Собко (14 июня 1962, Владимир-Волынский) — священник Украинской православной церкви, протоиерей, клирик Свято-Троицкого Кафедрального собора города Днепра (с 1993 года), композитор, режиссёр.

## Биография
В 1977 году окончил музыкальную школу по специальности «народные и духовые инструменты» (баян и труба).
После окончания поступил в Луцкое культурно-просветительное училище, обучение в котором успешно завершил в 1980 году по специальности «клубный работник, руководитель духового оркестра». В том же году поступает в Днепропетровский металлургический институт им. Л. И. Брежнева.
В 1985 году получает диплом специалиста в области «Химическая технология керамики и огнеупоров». На протяжении обучения в институте работает артистом эстрадно-симфонического оркестра Днепропетровского украинского музыкально-драматического театра им. Т. Г. Шевченко. После окончания института продолжает профессиональную музыкальную деятельность в филармониях Ивано-Франковска, Донецка, Днепропетровска и Москвы как сессионный и сольный исполнитель (Stick Bass, Bass guitar). Исполняет украинскую этно — народную музыку в стиле джаз.
Становится лауреатом международных джазовых фестивалей «Джаз на Днепре» (1987, г. Днепропетровск), «Бабье лето» (1990, г. Пасфалис, Литва), Московский международный джазовый радио фестиваль (1992), Джазовый фестиваль в г. Пермь (1993). Пишет и исполняет авторскую музыку. После этого в его творческой деятельности начинается новый этап.
В 1993 году он принимает духовный сан и становится священником Украинской Православной церкви (Московского патриархата), с тех пор служит в Свято-Троицком кафедральном соборе Днепра. В 2000 году окончил также Киевскую духовную семинарию.
В 1997 году открывает детскую богословскую школу «Лествица», а в 1999 году — центр православной культуры «Лествица». С этого времени ведёт активную просветительскую деятельность для детей и молодёжи. Открывает благотворительную православную библиотеку. Ежегодно в Дни славянской письменности и культуры проводит крестный ход с участием детей города и области.
В 2000 году выпускает музыкальный диск рождественских колядок в исполнении детского ансамбля «Мастерок». Проводит благотворительные акции дарения книг, пополняя тем самым библиотеки города и детских приютов, а также мест лишения свободы.
В 2003 году основывает независимую телестудию и начинает выпуск детских телепрограмм «В гостях у Дуняши». Телепередача выходит в эфир на 34 канале города Днепра и спутниковых телеканалах «Союз», «Глас», «Радость моя».
В 2004 году начинает новый телепроект «Еженедельное информационное обозрение „Седмица“» на 34 городском телеканале и спутниковом канале «Союз». Является автором и режиссёром более 20 документальных фильмов. Член жюри международных кинофестивалей «Покров» (Киев), «Встреча» (Калуга, Россия) и «Кинолетопись» (Киев). Под его руководством кинокомпания «Лествица» становится лауреатом многих кинофестивалей.
В 2006 году в Санкт-Петербурге на фестивале военного кино им. Ю. Озерова, жюри присуждает Гран-при за документальный фильм «Сто шагов в Небеса».
В 2008 году фильм «Девочки, девочки» признан победителем в номинации «лучший документальный фильм» на международных фестивалях «Кинолетопись» (Киев), «Магнификат» (Белоруссия), «Религия сегодня» (Италия).
В 2008 году основывает международный форум «Киноассамблея на Днепре». Продолжает писать музыку для кино, выпускает два диска со своей авторской музыкой.
В 2008 году воплощает в жизнь новый музыкальный проект «Место встречи — остров классики» при участии известных исполнителей и солистов Украины, России, Европы.
В 2008 году присвоено почетное звание «Заслуженный работник культуры Украины».
Член жюри международных кинофестивалей в России, Украине, Сербии.
В 2015 году создает и является режиссёром музыкального эксклюзивного проекта «Великое в малом»
Награждён государственными и церковными наградами:
- Благодарность городского головы[какого?] за особый вклад в духовное возрождение населения и активное участие в общественной жизни города, а также благотворительную деятельность.
- Медаль УПЦ «2000-летие Рождества Христова».
- Орден «Нестора Летописца» III степени.
- Орден Ильи Муромца III степени.
- Памятная медаль «Мученик за Христа Воин-Евгений»;
- Знак отличия главы Днепропетровской облгосадминистрации «За развитие региона».
- «Знак почёта МВД в Днепропетровской области» за сотрудничество в просветительской деятельности.
- Нагрудный знак «УБОП МВД Украины» за создание документального фильма «Юрьев День».
- Предстоятель Украинской православной церкви митрополит Киевский и Всея Украины Владимир (Сабодан) награждает кинокомпанию «Лествица» Орденом Святителя Дмитрия Ростовского (2012)
- 7 мая 2017 года награждён орденом УПЦ Святого Апостола Иоанна Богослова II степени.
- 7 мая 2017 года получил Почётную грамоту Верховной рады Украины — за заслуги перед украинским народом.
- 31 января 2019 года награждён орденом УПЦ Святого Апостола Андрея Первозванного
- 14 июня 2022 года награждён орденом УПЦ Святого Архистратига Михаила

Семейное положение: супруга Елена, дочь Анна,трое внуков, Маша, Егор, Иоанн-(Матфей)..

## Фильмография
- ССЫЛКА НА ВСЕ ФИЛЬМЫ КИНОКОМПАНИИ "ЛЕСТВИЦА"
- Музыка к фильму «Господин премьер-министр». 2011 г.
- 01. Фильм "СВЯТОЙ МОНАСТЫРСКИЙ ОСТРОВ НА ДНЕПРЕ", 2001 г.
- 02. Фильм "ЮРЬЕВ ДЕНЬ", 2003 г.
- 03. Фильм "ОСТОРОЖНО: СЕКТА! 26 ВОПРОСОВ И ОТВЕТОВ", 2003 г.
- 03. 2 часть. Фильм "ОСТОРОЖНО: СЕКТА! 26 ВОПРОСОВ И ОТВЕТОВ", 2003 г.
- 04. Фильм "ОСТОРОЖНО: СЕКТА! ДЕЛО №...", 2003 г.
- 05  Фильм-лекция "Осторожно: секта! Священное предание - Священное писание". 2003 г.
- 06  Фильм-беседа "Осторожно: секта! Информационно-профилактическая беседа".2003 г.
- 07. Фильм "ПУТЬ МИССИОНЕРА", 2005 г.
- 08. Фильм "ТАТЬЯНИН ДЕНЬ", 2006 г.
- 09. Фильм "МИЛОСЕРДИЯ ДВЕРИ", 2006 г.
- 10. Фильм "ИСПОВЕДЬ В КРАСКАХ", 2006 г.
- 11. Фильм "ГРАЖДАНСКОЕ МОНАШЕСТВО", 2006 г.
- 12. Фильм "БЛАГОДАТНЫЙ УЛЕЙ", 2006 г.
- 13. Фильм "ИСПОВЕДНИКИ ОПТИНСКИЕ", 2006 г.
- 14. Фильм "СТО ШАГОВ В НЕБЕСА", 2006 г.
- 15. Фильм "ПО СТУПЕНЕЧКАМ ЛЮБВИ", 2007 г.
- 16. Фильм "Я - НЕ ЧУДОТВОРЕЦ", 2008 г.
- 17. Фильм "ДЕВОЧКИ-ДЕВОЧКИ", 2008 г.
- 18. Фильм "ПОРТРЕТ НЕМОЛОДОГО ЧЕЛОВЕКА", 2008 г.
- 19. Фильм "ДВА ДНЯ ИЗ ЖИЗНИ ПРЕДСТОЯТЕЛЯ", 2008 г.
- 20. Фильм "ПОНЯТЬ ЧЕЛОВЕКА", 2009 г.
- 21. Фильм "МОНАСТЫРСКИЙ ОСТРОВ", 2009 г.
- 22. Фильм "МОЦАРТ 'РЕКВИЕМ'", 2009 г.
- 23. Фильм "СТРАСТИ ПО МАТФЕЮ", 2009 г.
- 24. Фильм "НАШ ЧАЙКОВСКИЙ", 2010 г.
- 25. Фильм "ПТИЦЫ НЕБЕСНЫЕ", 2010 г.
- 26. Фильм "ПАРТИТУРА", 2010 г.
- 27. Фильм "ПУТЕШЕСТВИЕ МОЛОДОГО КОМПОЗИТОРА", 2010 г.
- 28. Фильм «На небе рай - на земле Соловки и Валдай»,2011 г.
- 29. Фильм «Знаки препинания», 2011 г.
- 30. Фильм «Господин премьер министр». 2011г.
- 31. Фильм "Патриарх во граде Святой Екатерины" ( 2011 г.)
- 32. Фильм "Ave Maria". 2013 г.
- 33. Фильм "Снимают дети свое кино". 2013 г.
- 34. Фильм "Правда о нас в документальном кино". 2014 г.
- 35. Фильм Г. Тараторкин. "Слушая Блока
- 36. Фильм "Исполняя Рахманинова". 2015 г.
- 37. Фильм "Великое в малом". 2016 г.
- 38. Фильм "Веков связующая нить (Мариинская гимназия)". 2016 г.
- 39. Фильм "Фамилия", 2018 г.
- 40. Фильм "Любовь и семья в документальном кино, 2018 г
- 41. Фильм "Герой империи. Петр Калнышевский. " 2019 г.
- 42. Фильм "Кино и радикалы" 2021 г.

### Интервью
- «МЕСТО ВСТРЕЧИ — ОСТРОВ КЛАССИКИ»
- Зрителю должен быть понятен наш язык
- Православное телевидение или жизнь телепрограмм
- Дать личности достойное воспитание
- Как научить чадо добру?